# Piscine Georges-Hermant
Pour les articles homonymes, voir Hermant.
 (juillet 2014).
Si vous disposez d'ouvrages ou d'articles de référence ou si vous connaissez des sites web de qualité traitant du thème abordé ici, merci de compléter l'article en donnant les références utiles à sa vérifiabilité et en les liant à la section « Notes et références ».
La piscine Georges-Hermant est un complexe aquatique parisien, situé rue David-d'Angers dans le 19e arrondissement.

## Présentation
Couverte ou découverte selon la température extérieure, la piscine Georges-Hermant est située dans le 19e arrondissement de Paris.
La piscine comporte un bassin de 50 x 20 m, parmi les plus grands de Paris et débâchable (en juillet / août) et qui a notamment accueilli les Championnats de France de natation (hiver 1973). Le bassin est divisible en deux parties de 25 mètres grâce à un mur mobile actionné par un jeu de vérins. Elle dispose également d'une fosse à plongeon avec 3 plongeoirs (tremplins et plate-forme de hauteurs respectives 1 m, 3 m et 5 m).
Elle porte le nom de Georges Hermant (1883-1957), qui fut entraîneur au SCUF et forma notamment Jean Taris.